# Вигуровщина
Вигуровщина (укр. Вигу́рівщина) — историческая местность на левом берегу Днепра города Киева. Расположена поблизости от Воскресенской слободки.
Вигуровщиной также называли урочище Черторой, пляж на левом берегу Днепра и пристань «речного трамвая» в том месте, где впоследствии был построен Московский мост.
Во времена Киевской Руси на этом месте находился Городец Песочный и загородная резиденция киевских князей Радосынь.
Со времён Великого Княжества Литовского поселение известно под названием Милославичи. В XV столетии киевский князь Семён Олелькович построил тут замок. Остатки его сохранялись до XVIII столетия и были известны под названием Олелькова городища.
Современное название происходит от киевского управленца Станислава Вигуры (Векгуры), которому польский король Сигизмунд III подарил в 1607 году эти земли.
В XVII—XVIII столетии — село Гоголевской сотни Киевского полка
С 1782 — в Киевском наместничестве, с 1796 в Малороссийской губернии.
С 1802 г до начала 1920-х село Остерского уезда Черниговской губернии. В XIX веке село Вигуровщина было в составе Броварской волости Остерского уезда Черниговской губернии. В селе была Георгиевская церковь.
До 1958 года — село Броварского района Киевской области, тогда же было объединено с Троещиной.
В 1982 году территория села была включена в состав Киева, его застройка со временем снесена, на его месте построена первая очередь жилого массива Троещина (с 1987 года — Вигуровщина-Троещина). Центральная магистраль современной Вигуровщины-Троещины — проспект Червоной Калины. На Вигуровщине-Троещине проложен Вигуровский бульвар и улица Милославская.